# Lindsey Haun
Lindsey Haun (Los Angeles, 21 novembre 1984) è un'attrice e cantante statunitense.

## Biografia
Nata a Los Angeles, figlia di una coreografa e del chitarrista Jimmy Haun, inizia a recitare a soli tre anni in uno spot pubblicitario per la catena Little Caesars. A nove anni partecipa ai film televisivi Doppio rapimento e Gli immortali, ma ottiene visibilità grazie al ruolo della spietata leader dei bambini nel film Villaggio dei dannati, del 1995. Dopo essere apparsa in varie episodi di serie televisive come Un detective in corsia, Melrose Place, Una famiglia del terzo tipo e Star Trek: Voyager, nel 1998 diventa una delle presentatrici dello show di Disney Channel Movie Surfers.
Nel 2000 è protagonista di un'altra produzione Disney Channel, il film televisivo Il colore dell'amicizia, per la cui interpretazione ottiene una candidatura al Young Artist Award. Nel 2004 recita al fianco di Virginia Madsen nel film TV Il sogno di Holly, basato sul romanzo La mia migliore amica scritto da Britney Spears e sua madre Lynne. Nel 2006 prende parte al film drammatico Broken Bridges, mentre l'anno successivo è protagonista dell'horror Shrooms - Trip senza ritorno, per entrambi i film ha contribuito alla colonna sonora, cantando un brano.
È stata guest star delle serie TV Senza traccia, Criminal Minds, Cold Case - Delitti irrisolti e ha interpretato il ruolo ricorrente di Hadley Hale, cugina di Sookie Stackhouse, nella serie televisiva della HBO True Blood.
Nel 2008 lavora nel film Rome & Jewel, rivisitazione in chiave interrazziale di Romeo e Giulietta di William Shakespeare.
È stata la cantante dei 7th Fall, precedentemente conosciuti come Vital. Attualmente è la cantante dei Haun Solo Project, con cui ha pubblicato l'album Neon Gods.

## Filmografia parziale

### Cinema
- Villaggio dei dannati (John Carpenter's Village of the Damned), regia di John Carpenter (1995)
- Broken Bridges, regia di Steven Goldmann (2006)
- Shrooms - Trip senza ritorno (Shrooms), regia di Paddy Breathnach (2007)
- Rome & Jewel, regia di Charles T. Kanganis (2008)

### Televisione
- Doppio rapimento (Desperate Rescue: The Cathy Mahone Story) (1993) - film TV
- Gli immortali (Deep Red), regia di Craig R. Baxley - film TV (1994)
- Jack Reed: In cerca di giustizia (Jack Reed: A Search for Justice) (1994) - film TV
- Un detective in corsia (Diagnosis: Murder) - serie TV, 1 episodio (1994)
- Melrose Place - serie TV, 2 episodi (1994)
- Una famiglia del terzo tipo (3rd Rock from the Sun) - serie TV, 1 episodio (1996)
- Star Trek: Voyager – serie TV, episodi 1x16, 2x08 e 3x22 (1995-1997)
- Il colore dell'amicizia (The Color of Friendship), regia di Kevin Hooks – film TV (2000)
- Malcolm - serie TV, episodio 3x18 (2002)
- Il sogno di Holly (Brave New Girl), regia di Bobby Roth - film TV (2004)
- Alias - serie TV, episodio 5x01 (2005)
- Settimo cielo (7th Heaven) - serie TV, episodio 10x14 (2006)
- Senza traccia (Without a Trace) - serie TV, episodio 6x10 (2007)
- Criminal Minds - serie TV, episodio 3x16 (2008)
- Cold Case - Delitti irrisolti (Cold Case) -serie TV, episodio 6x04 (2008)
- True Blood – serie TV, 7 episodi (2009-2012)
- Graceland -serie TV, episodi 2x04 e 2x05 (2014)
- Such a Small World - serie TV (2015)
- Bones - serie TV, episodio 12x08 (2017)
- Ballard - serie TV, episodio 1x03 (2025)

## Doppiatrici italiane
Nelle versioni in italiano delle opere in cui ha recitato, Lindsey Haun è stata doppiata da:
- Eleonora Reti in Alias, Ballard
- Debora Magnaghi in Shrooms - Trip senza ritorno
- Monica Vulcano in Malcolm
- Ilaria Latini in Cold Case - Delitti irrisolti

## Discografia

### Album
- 2010 - Neon Gods con The Haun Solo Project

### Singoli
- 2005 - Stronger Than We Know
- 2006 - Broken